# Saint-Faust
Saint-Faust är en kommun i departementet Pyrénées-Atlantiques i regionen Nouvelle-Aquitaine i sydvästra Frankrike. Kommunen ligger i kantonen Jurançon som tillhör arrondissementet Pau. År 2022 hade Saint-Faust 740 invånare.

## Befolkningsutveckling
Antalet invånare i kommunen Saint-Faust
| Referens: INSEE |